# Agios Evlalios

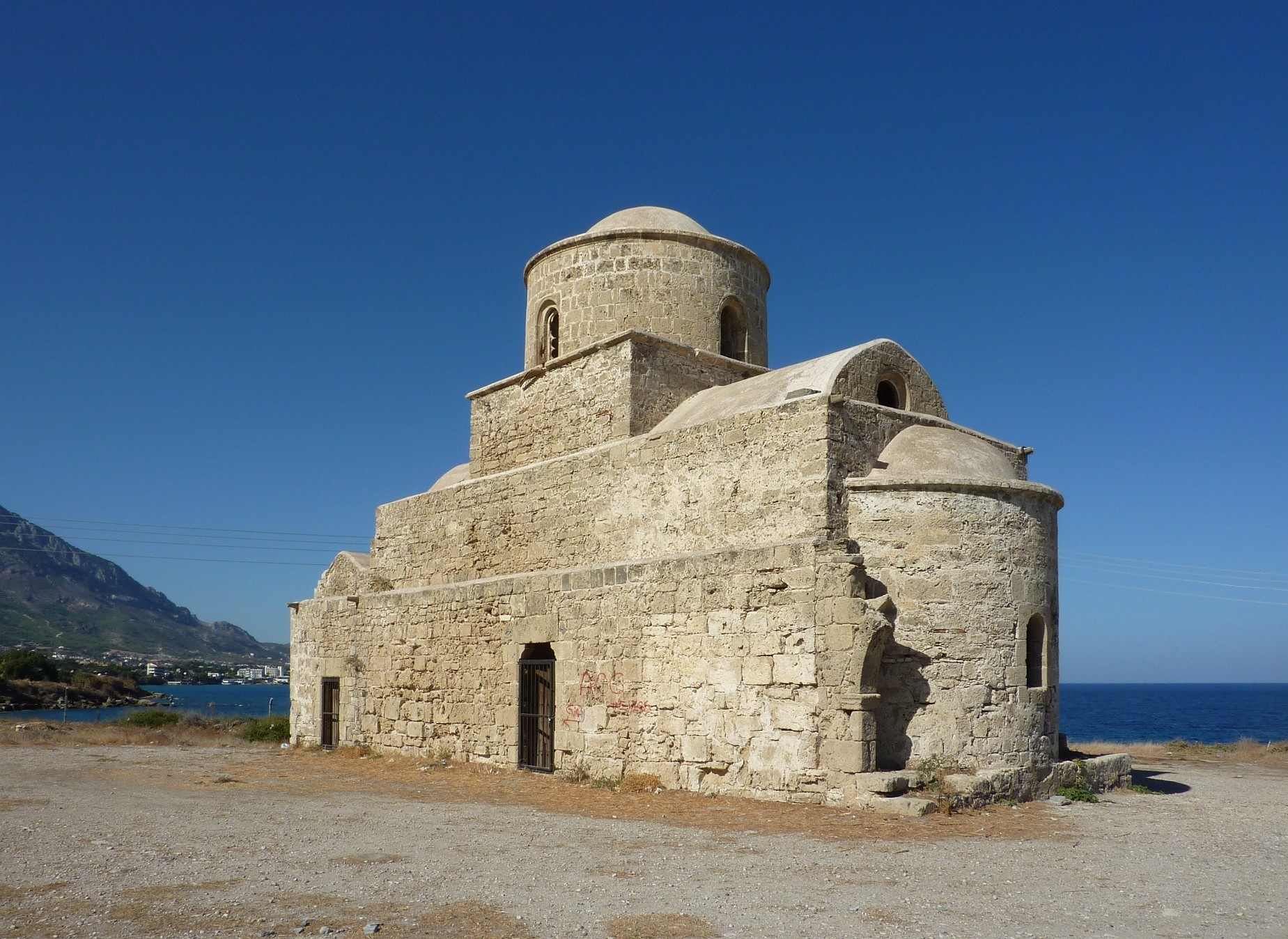
Die Kirche Agios Evlalios, erkannbar die Überrste der alten Kirche an der Apsis

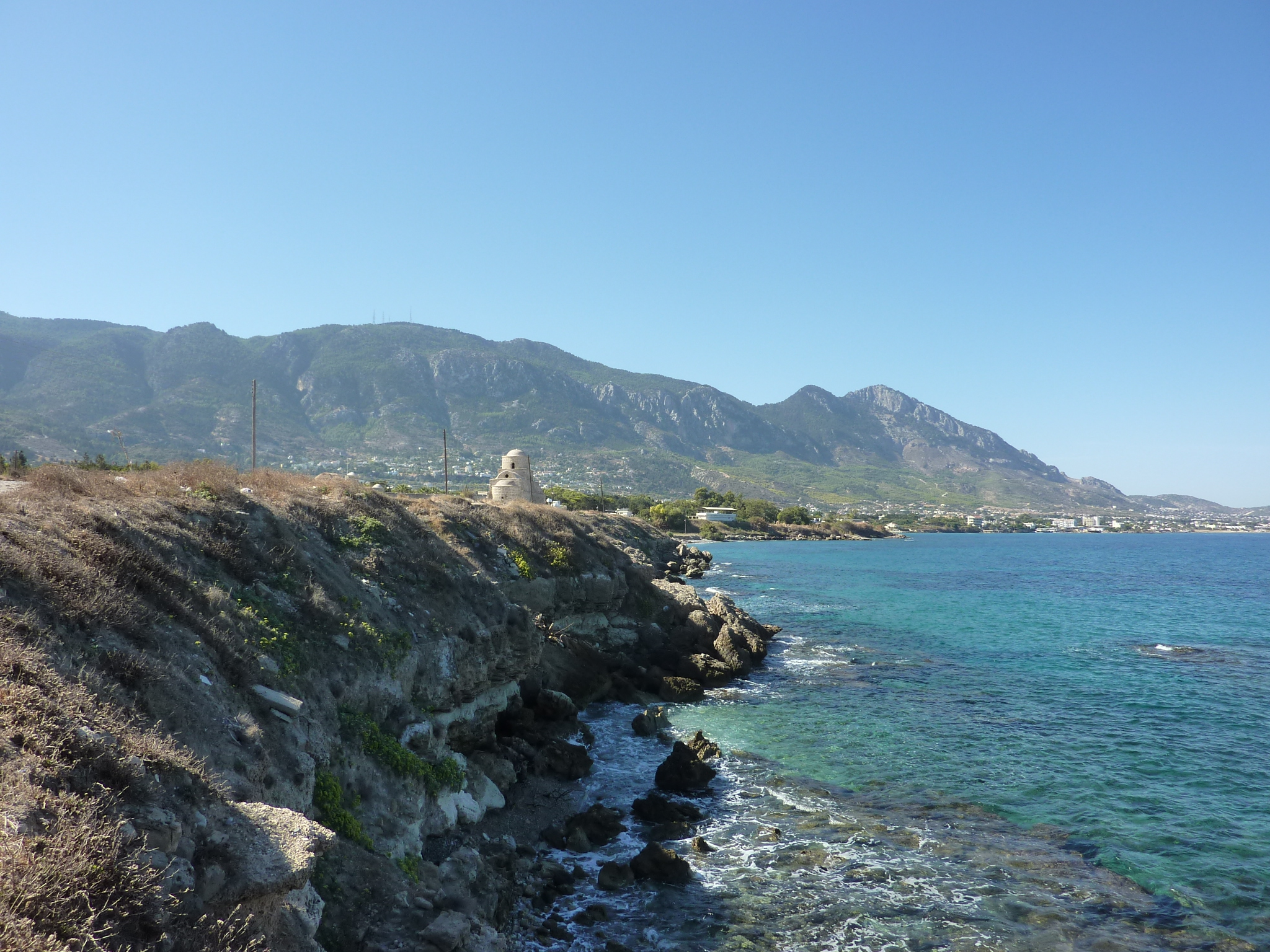
Lage der Kirche auf der Halbinsel von Lambousa

Die Kirche Agios Evlalios (griechisch Άγιος Ευλάλιος) ist ein profaniertes Gotteshaus, das sich freistehend unmittelbar an der Felsenküste auf der Lambousa-Halbinsel bei Lapta westlich von Kyrenia in der Türkischen Republik Nordzypern befindet. 

## Geschichte
Die Kirche Agios Evlalios befindet sich im Areal des antiken Stadtkönigreiches Lapithos, wo sich in byzantinischer Zeit ein Bischofssitz etablierte. Erster Bischof von Lambousa war der heilige Evlalios, dem die Kirche gewidmet wurde. Die heutige Kirche Agios Evlalios wurde auf der Ruine einer wesentlich größeren frühchristlichen Kirche errichtet, deren Überreste in Form der vier Säulen der Mittelbögen der heutigen Kirche erhalten sind, die die zentrale Kuppel stützen. In eine dieser Säulen ist ein byzantinisches Kreuz eingraviert. Auch an der Apsis ist im Äußeren der Überrest eines Arkadenbogens erkennbar. Die Vorgängerkirche war Teil eines viel größeren Komplexes, wie die Mosaike im Boden auf der Seeseite nördlich der Kirche belegen. 
Die heutige Kirche wurde um 1500 unter Erzbischof Neophytos im franko-byzantinischen Stil errichtet und zeigt die für Zypern typischen Einflüsse fränkischer Bauformen unter der Kreuzfahrerherrschaft des Hauses Lusignan auf die byzantinische Kirchenarchitektur mit der Verwendung gotischer Architekturelemente wie der Überwölbung mit einer Spitztonne im Inneren. Der Boden der noch bestehenden Kirche besteht aus Mosaiken in kleinen Quadraten, Achtecken und geometrischen Formen. Im Jahr 2020 fanden durch die Europäische Union unterstützte Sicherungsmaßnahmen an der Kirche statt.